# Havlíčkův Brod (nádraží)
Havlíčkův Brod je železniční stanice, která se nachází v jihovýchodní části stejnojmenného města.

## Historie
Stanice byla vybudována jakožto součást Rakouské severozápadní dráhy (ÖNWB) spojující Vídeň a Berlín, autorem rozsáhlé budovy I. třídy byl architekt Carl Schlimp. První vlak tudy projel ze stanice směrem z Jihlavy. do Golčova Jeníkova 21. prosince 1870, kde se trať dále napojila na již dokončený úsek do Kolína. Roku 1898 byla připojena trať ve směru na Žďár nad Sázavou. Původní dvoupodlažní budova byla postavena v historizujícím slohu. Začátkem 20. století k ní bylo přistaveno asymetrické křídlo podél kolejiště Jihlava–Kolín. Vedle budovy se nacházel park a právě na jeho místě začala být v 60. letech plánována výstavba nové budovy. Již v té době byly v tomto místě vybudovány podchody. V roce 1972 byla zahájena výstavba nové budovy podle projektu architekta L. Srny. Stavba v bruselském stylu byla dokončena o 8 let později, koncem roku 1980 a 12. 12. 1980  byla slavnostně otevřena. Až do roku 1981 však fungovaly obě budovy. Na jaře tohoto roku byla zbourána původní budova. 
Před průčelím současné budovy se nachází městské autobusové nádraží.

## Tratě
Železniční stanicí Havlíčkův Brod prochází železniční tratě:　
- 225 Havlíčkův Brod – Veselí nad Lužnicí
- 230 Havlíčkův Brod – Kolín
- 237 Havlíčkův Brod – Humpolec
- 238 Havlíčkův Brod – Rosice nad Labem
- 250 Havlíčkův Brod – Brno – Kúty (ŽSR)